# Porpidia contraponenda
Porpidia contraponenda är en lavart som först beskrevs av Johann Franz Xaver Arnold, och fick sitt nu gällande namn av Knoph & Hertel. Porpidia contraponenda ingår i släktet Porpidia och familjen Lecideaceae.  Arten är reproducerande i Sverige. Inga underarter finns listade i Catalogue of Life.